# Sân vận động Marszałek Józef Piłsudski
Sân vận động Marszałek Józef Piłsudski (trước đây là Stadion Cracovia hoặc Stadion Cracovii) là một sân vận động bóng đá nằm ở Kraków, Ba Lan. Nó được sử dụng chủ yếu cho các trận bóng đá và nó là sân nhà của câu lạc bộ Cracovia. Ban đầu, sân vận động Cracovia được xây dựng vào năm 1912. Nó đã bị phá hủy vào giữa năm 2009. Từ đó đến cuối năm 2010, công trình hoàn toàn mới đã được xây dựng ở cùng một vị trí nơi từng là sân vận động cũ. Sau khi xây dựng lại, sân vận động có sức chứa 15.016 người. Sân vận động đáp ứng đủ các tiêu chí UEFA Loại 3 
Thiết kế và cấu trúc của sân vận động thường xuyên được trao giải trong nhiều cuộc thi kiến trúc. Năm 2010, nó đã được vinh danh với giải thưởng Janusza Bogdanowskiego, do Hiệp hội Archi-Szopa trao cho công trình kiến trúc tốt nhất tại thành phố Kraków. Sân vận động nằm ở phía nam Công viên Błonia (thuộc quận Zwierzyniec của Cracovia), gần sân vận động của câu lạc bộ Wisła Kraków, đối thủ của Cracovia.
Sân vận động được đặt theo tên của nguyên thủ quốc gia huyền thoại Ba Lan -Józef Piłsudski 
Ngày 09 tháng 10 năm 2016, trận đấu 2018 FIFA World Cup giữa Ukraine và Kosovo đã được chơi trong sân vận động.

## Đặc điểm
Sân vận động mới nằm trong quảng trường của những con phố này: Krasnzewskiego, Focha, Kałuży và Zwierzyniec. Vị trí chính xác đã được thay đổi một chút so với vị trí cũ. Sân vận động vẫn chiếm phần trung tâm của mảnh đất, nhưng bây giờ nó nằm song song với đường phố Focha. 

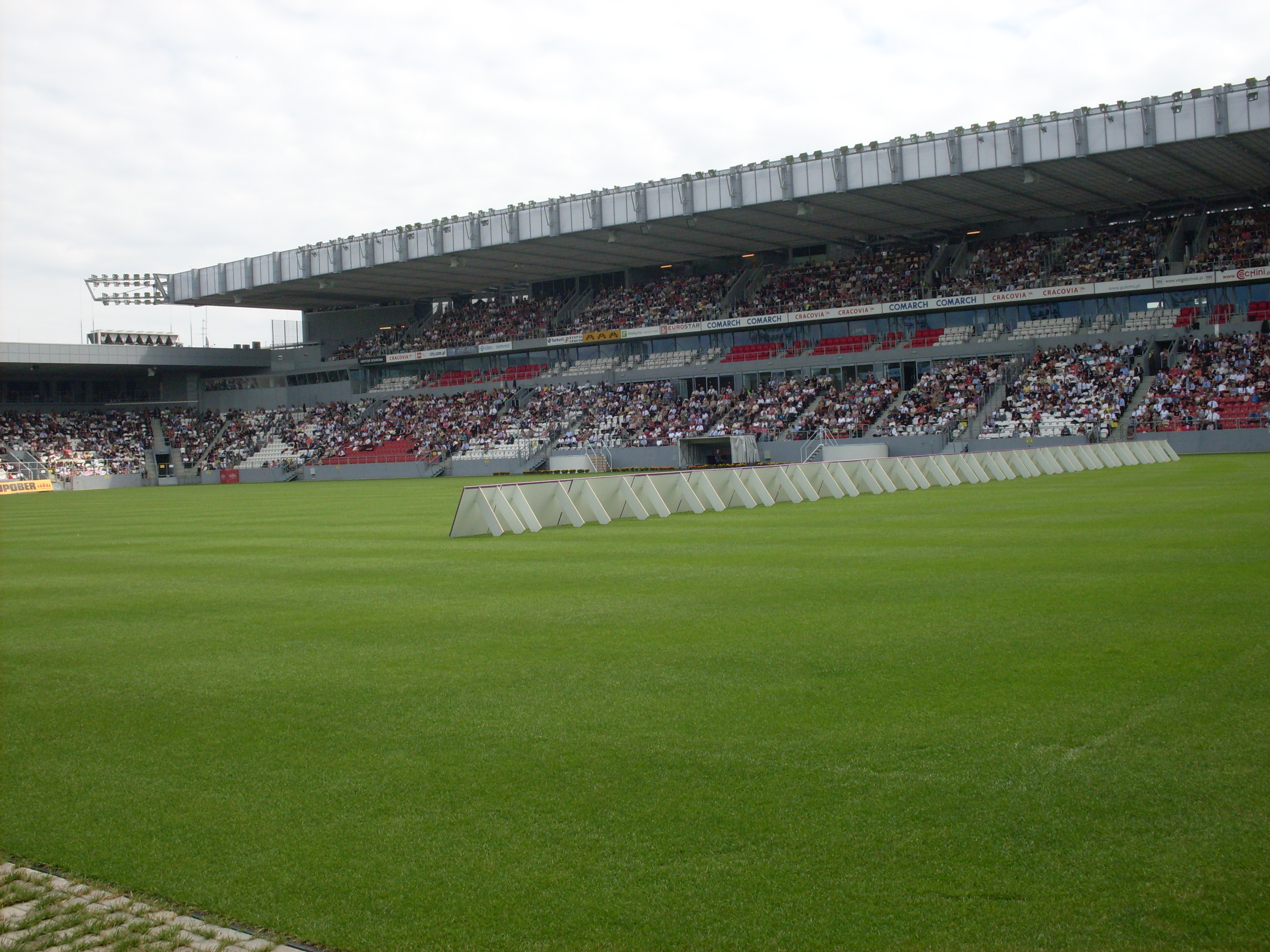
Khán đài chính

Sân vận động này là một sân vận động đặc trưng cho bóng đá. Kích thước theo đúng tiêu chuẩn FIFA 105 x 68 mét. Khoảng cách giữa hàng ghế phụ và hàng ghế đầu tiên thay đổi từ 6m (Khán đài phía Bắc), 8m ((Khán đài Đông & Nam) đến 10m ((Khán đài phía Tây). Sân vận động có ba khán đài một cấp và một khán đài chính hai cấp. Tất cả đều có chỗ ngồi được che mái. Chiều cao của khán đài lần lượt là 14, 10, 12 và 19 mét 